# Битка за Грбавицу (1993)
Битка за Грбавицу била је једна од многих битака које су вођене између ВРС и АРБиХ у опсади Сарајева. 1993. је била најтежа година за Грбавицу, стално је била нападана. До краја рата Грбавица је остала у саставу Републике Српске, али је касније Дејтонским споразумом предата Федерацији Босне и Херцеговине.

## Позадина
Грбавица је прије рата била првенствено стамбено насеље, али је због свог повишеног положаја пружала заповједнички поглед на град. Насеље су заузеле српске снаге на почетку сукоба и постало је дио линије фронта која је дијелила Сарајево. Српске снаге, посебно оне из Војске Републике Српске (ВРС), користиле су Грбавицу као упориште за гранатирање и гађање града, доприносећи опсади која је трајала скоро четири године.

## Битка
Грбавица је насеље у Сарајеву, главном граду Босне и Херцеговине, које је због свог стратешког значаја постало велико ратиште.
Битка за Грбавицу била је дио ширих напора снага босанске владе да разбију опсаду Сарајева. На том подручју су се водиле интензивне борбе док су бошњачке снаге покушавале да поврате територију од Срба. Године 1993. АРБиХ је многим нападима покушавала да заузме Грбавицу, а борбе су се одвијале и код Јеврејског гробља и код моста Врбања, али напад на Грбавицу није успео. Суседство је било снажно утврђено од стране Срба, што је чинило све нападе скупим и тешким. Јуна 1994. године на Грбавици је сахрањен командант руских добровољаца Александар Шкрабов. Бошњаци су смањили број напада на ВРС и руске добровољце 1994. године. А 1995. године скренули су пажњу са Грбавице на покушај окончања опсаде Сарајева у операцији Текбир 95, која се завршила катастрофално за Бошњаке.

## Исход
Војска Републике Српске успјешно је одбранила Грбавицу од Армије Републике Босне и Херцеговине. За вријеме рата на Грбавици је било и протјеривања несрба из сарајевских насеља. Битка на Грбавици завршена је Дејтонским мировним споразумом у децембру 1995. године, чиме је окончан рат. Према одредбама споразума, Грбавица је враћена Федерацији Босне и Херцеговине.